# Carneraje
El carneraje fue un impuesto del Reino de Aragón. 
Es similar al derecho de herbaje pero más bien equivale al montazgo de Castilla y lo pagaban los ganados trashumantes en los parajes que de antiguo se acostumbraba, como el de Ribagorza en que adeudaban tres sueldos y cuatro dineros por cada cien cabezas en su tránsito a la tierra llana; los de las Comunidades de Teruel y Daroca, que pagaban carneraje en el distrito de Albarracín, donde se exigían diez cabezas de cada rebaño de Zaragoza, hasta que se redujo este número a cinco por Jaime en 1320 y los de Jaca que acostumbraban invernar en el partido de Alcañiz lo satisfacían en Sariñena.